# Rüdiger von der Goltz (Politiker, 1869)
Rüdiger Freiherr von der Goltz (* 1. März 1869 in Kreitzig, Kreis Schivelbein; † 22. April 1945 in Posen) war ein deutscher Rittergutsbesitzer und Landrat.
Er war Angehöriger der uradligen Familie von der Goltz; sein gleichnamiger Vater Rüdiger Freiherr von der Goltz war Landrat des Kreises Schivelbein, später auch Reichstagsabgeordneter. Nach Abitur am Kaiser-Wilhelms-Gymnasium in Stettin studierte er Rechtswissenschaften an der Universität Lausanne und an der Friedrich-Wilhelms-Universität zu Berlin. Nach seinem Dienst als Einjährig-Freiwilliger trat er in den preußischen Staatsdienst ein und wurde Dr. jur.
Von 1902 bis 1911 war er Landrat des Kreises Kolberg-Körlin. Ab 1911 verwaltete er, nach dem Tode seines Vaters, seine ererbten Güter Kreitzig, Zietlow und Langhof. 1911 wurde er Mitglied des Pommerschen Provinziallandtages, dem er mit einer kurzen Unterbrechung (1918) bis 1920 angehörte; er war Vorsitzender des vom 28. bis 30. April 1920 tagenden 49. Provinziallandtages.
Im Ersten Weltkrieg diente er zunächst als Verpflegungsoffizier im 2. Garde-Regiment zu Fuß. Nachdem im April 1917 der Landrat des Kreises Schivelbein, Nikolaus Graf von Baudissin, verstorben war, wurde Rüdiger Freiherr von der Goltz zum kommissarischen Landratsamtsverwalter ernannt. Dieses Amt übte er bis zum April 1919 aus.
Rüdiger Freiherr von der Goltz war mit Emma Viktoria von Derenthall (* 1880; † 1960) verheiratet, einer Tochter der Louise du Bois und des preußischen Diplomaten Eduard von Derenthall. Aus der Ehe gingen vier Kinder hervor. Die beiden Töchter Marie-Luise und Margarete blieben unverheiratet. Der ältere Sohn Joachim gründete mit Ilse von Platen-Wutike eine Familie und hatte drei Kinder, sein Schwiegervater war Ritterschaftsrat in Brandenburg. Der jüngste Sohne von Emma und Rüdiger, Jürgen Freiherr von der Goltz, starb 1940 als Leutnant des Potsdamer 178. Inf. - Reg. 178 in Lothringen. 
Nach der Einnahme von Kreitzig durch die Rote Armee am 3. März 1945 wurde Rüdiger Freiherr von der Goltz nach Posen verschleppt, wo er am 22. April 1945 im Alter von 76 Jahren in einem Lager starb.

## Schriften
- Rüdiger Freiherr von der Goltz. In: Pommersche Lebensbilder. Band 1, Saunier, Stettin 1934, S. 279–287. (Lebensbeschreibung seines Vaters)